# Periaeschna
Periaeschna – rodzaj ważek z rodziny żagnicowatych (Aeshnidae).

## Podział systematyczny
Do rodzaju należą następujące gatunki:
- Periaeschna flinti Asahina, 1978
- Periaeschna furukawai Karube & Kompier, 2018
- Periaeschna gerrhon (Wilson, 2005)
- Periaeschna laidlawi (Förster, 1908)
- Periaeschna magdalena Martin, 1909
- Periaeschna mira Navás, 1936
- Periaeschna nocturnalis Fraser, 1927
- Periaeschna sanoi Karube & Kompier, 2018
- Periaeschna unifasciata Fraser, 1935
- Periaeschna yashiroi Sasamoto & Vu, 2020
- Periaeschna yazhenae Xu, 2012
- Periaeschna zhangzhouensis Xu, 2007